# 遼陽駅
遼陽駅（りょうようえき）とは、中華人民共和国遼寧省遼陽市白塔区に位置する駅。

## 歴史
- 1899年　開業。

## 隣の駅
中華人民共和国鉄道部
哈大旅客専用線
瀋陽南駅 - 遼陽駅 - 鞍山西駅
瀋大線
張台子駅 - 遼陽駅 - 首山駅
遼渓線(主線)
遼陽駅 - 安平駅
遼渓線(支線)
遼陽駅 - 小屯駅
座標: 北緯41度16分47秒 東経123度09分47秒 / 北緯41.2796度 東経123.1631度